# Mastira nicobarensis
Mastira nicobarensis là một loài nhện trong họ Thomisidae.
Loài này thuộc chi Mastira. Mastira nicobarensis được Benoy Krishna Tikader miêu tả năm 1980.